# Senyora Winterbourne
Senyora Winterbourne (títol original: Mrs. Winterbourne) és una pel·lícula estatunidenca dirigida per Richard Benjamin, estrenada l'any 1996. Ha estat doblada al català.

## Argument
A Nova York, Connie Doyle, una jove sensesostre, confosa perquè el seu amic Steve l'ha abandonada embarassada, confon el metro amb el tren i agafa el que va a Boston. En el control dels bitllets, un jove li dona un cop de ma. Hugh Winterbourne vol presentar la seva dona Patricia, també embarassada, a la seva riquíssima família de Boston. Però el tren descarrila i, en l'accident, la parella Winterbourne mor mentre que Connie dona llum a un nen. A l'hospital, l'Administració la identifica com la jove vídua Patricia Winterbourne amb el seu fill. La família Winterbourne desitja recollir nora i net. Grace, la « sogra », agafa afecte per Patricia-Connie mentre que aquesta i Bill, germà bessó de Hugh, no triguen a enamorar-se i a casar-se. Mentre la nova senyora Patricia Winterbourne comença a rebre cartes anònimes…

## Repartiment
- Shirley MacLaine: Grace Winterbourne
- Ricki Lake: Connie Doyle / Patricia Winterbourne
- Brendan Fraser: Bill i Hugh Winterbourne
- Miguel Sandoval: Paco
- Loren Dean: Steve DeCunzo
- Peter Gerety: el pare Brian Kilraine
- Jane Krakowski: Christine
- Debra Monk: el tinent Ambrose
- Cathryn de Prume: Renee
- Kate Hennig: Sophie
- Susan Haskell: Patricia Winterbourne
- Jennifer Irwin: Susan
- Victor A. Young: Dr. Hopley
- Bertha Leveron: Vera

## Al voltant de la pel·lícula
- Premis Satellite 1997: Shirley MacLaine nominada pel Golden Satellite a la millor actriu en un film de comèdia o musical.
- Remake del film francès J'ai épousé une ombre de Robin Davis (1983), i remake del film estatunidenc No Man of Her Own de Mitchell Leisen (1950).
- Premis 1996: Premis Satellite: Nominada a Millor actriu comèdia/musical (Shirley MacLaine)
- Crítica: "Agradable galimaties per a tardes desocupades. El millor, l'energia que contagia MacLaine"[3]
- Rodatge exterior: 
  - Canadà: Parkwood Estate a Oshawa, Toronto (Ontario)
  - Estats Units: Nova York, Beverly i Boston (Massachusetts).